# Isla Yilancik
Isla Yilancik (en turco: Yilancik Adasi también llamada Rhodussa o Isla Linosa; literalmente "isla de la pequeña serpiente") es una isla de Turquía en el Mar Egeo. Sus actividades económicas principales son el turismo y la pesca. Se localiza en las coordenadas geográficas 36°46′24″N 28°26′21″E / 36.77333, 28.43917 entre la roca llamada Turnalikayasi al oeste y el cabo orta al este.